# David Prachař
David Prachař (ur. 15 stycznia 1959 w Pradze) – czeski aktor.

## Życiorys
Jego ojcem był czeski aktor Ilji Prachař (1924–2005). Ukończył Gimnazjum Budějovická (1978). W 1982 roku ukończył studia na Wydziale Teatralnym Akademii Sztuk Scenicznych w Pradze. Karierę aktorską rozpoczął w Teatrze Libeň SK Neumann. Otrzymał nagrodę Alfréda Radoka – w 1994 roku za rolę Hamleta, a w 2001 za rolę Fausta. W 2000 roku otrzymał nagrodę Františka Filipovskiego za film Život je krásný.

## Wybrana filmografia
- 1998: Agatha
- 2009: El Paso
- 2009: Little Knights Tale
- 2016: A Case For A Skier

## Role teatralne
- Národní divadlo
- Okruh osob 3.1
- Faust, můj hrudník, má přilba
- Coriolanus (William Shakespeare)
- Dobrý člověk ze Sečuanu (Bertolt Brecht)
- Eldorádo
- Cyrano z Bergeracu (Edmond Rostand)
- Naši furianti (Ladislav Stroupežnický)
- Úklady a láska (Friedrich Schiller)
- Duše - krajina širá
- Malá hudba moci (Pavel Kohout)
- Richard III. (William Shakespeare)
- Rock'n'roll
- Tři životy - benefice Vlasty Chramostové
- Nosorožec (Eugène Ionesco)

- Divadlo Viola
- Novecento